# Chupa (película)
Chupa es una película de aventuras y fantasía estadounidense de 2023 dirigida por Jonás Cuarón y protagonizada por Demián Bichir y Christian Slater. Producida por 26th Street Pictures, se estrenó el 7 de abril de 2023 en Netflix.

## Reparto
- Demián Bichir como Chava[1]
- Evan Whitten como Alex
- Christian Slater como Richard Quinn
- Ashley Ciarra como Luna
- Nickolas Verdugo como Memo

## Producción
En agosto de 2020, Jonás Cuarón estaba listo para dirigir una película del Chupacabras que coescribió con Marcus Rinehart, Sean Kennedy Moore y Joe Barnathan. Chris Columbus, Michael Barnathan y Mark Radcliffe produjeron la película bajo su marca 26th Street Pictures para Netflix. En junio de 2021, la película se tituló Chupa, con Demián Bichir, Evan Whitten, Ashley Ciarra y Nickolas Verdugo uniéndose al elenco.
La filmación tuvo lugar en varios lugares de Nuevo México a partir de agosto y hasta octubre de 2021. La película fue musicalizada por Carlos Rafael Rivera.

## Estreno
Netflix reveló que la película se estrenaría a principios de 2023. En marzo de 2023, se anunció una fecha de lanzamiento para el 7 de abril. El anuncio del nombre fue recibido con algunas críticas debido a que la palabra "chupa" es un término de la jerga para felación.